# 1465 w literaturze
Wydarzenia literackie w 1465 roku.

## Urodzili się
- Yamazaki Sōkan, poeta japoński

## Zmarli
- Karol Orleański, francuski arystokrata i poeta (ur. 1394)
- Lutfi, poeta uzbecki